# Mosteiro de Namgyal Tsemo
O Mosteiro de Namgyal Tsemo ou Gompa de Namgyal Tsemo é  um mosteiro budista tibetano (gompa) do Ladaque, noroeste da Índia. Situa-se no monte Namgyal, que domina a cidade de Lé, acima do antigo palácio real.
O mosteiro foi fundado no século XV ou XVI pelo rei do Ladaque Tashi Namgyal — algumas fontes referem o ano de 1430, o que é incoerente com outras fontes segundo as quais Tashi Namgyal reinou no final do século XVI. Acima do mosteiro situam-se as ruínas de um antigo forte.
O mosteiro dispõe de uma rica coleção de antigos manuscritos budistas e pinturas murais. As atrações mais valiosas são uma estátua de ouro do Buda Maitreya (Buda do futuro, também chamado Buda risonho), com três andares de altura, e outras de Avalokiteshvara e  Manjusri, com cerca de um andar de altura.